# Metropolia dublińska
Metropolia dublińska – metropolia Kościoła katolickiego w Irlandii, obejmująca metropolitalną archidiecezję dublińską oraz trzy diecezje. Została ustanowiona w 1152. Rolę archikatedry metropolitalnej pełni prokatedra Najświętszej Maryi Panny w Dublinie, zaś urząd metropolity sprawuje abp Dermot Farrell. 

## Diecezje

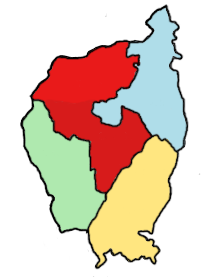
Schemat metropolii

- Archidiecezja dublińska (kolor niebieski na schemacie obok)
  - Diecezja Ferns (kolor żółty)
  - Diecezja Kildare-Leighlin (kolor czerwony)
  - Diecezja Ossory (kolor zielony)